# 叔丁胺
叔丁胺是一种有机化合物，分子式为(CH3)3CNH2。它是一种无色液体，具有典型的胺类气味。叔丁胺是丁烷的四种异构胺之一，其他是正丁胺、仲丁胺和异丁胺。

## 製備
叔丁胺在商業中通过使用沸石催化剂直接將异丁烯胺化生产：
NH3  +  CH2=C(CH3)2  →   H2NC(CH3)3
异丁烯和氰化氢的Ritter反应没有用处，因为它会产生太多廢料。
(CH3)2C=CH2  +  HCN  +  H2O   →   (CH3)3CNHCHO
(CH3)3CNHCHO  +  H2O   →   (CH3)3CNH2  +  HCO2H
在实验室中，它可以通过2,2-二甲基乙烯亚胺的氢解，或通过叔丁基邻苯二甲酰亚胺制备。

## 用途
叔丁基胺用作次磺酰胺（例如N-叔丁基-2-苯并噻唑次磺酰胺和N-叔丁基-2-苯并噻唑次磺酰亚胺）的製備中間體。作为橡胶促进剂，这些化合物可以改变橡胶的硫化速度。許多农药从這個胺衍生而來，包括terbacil、terbutryn和terbumeton。
在药理学中，叔丁胺以erbumine的名称，用作药物（如培哚普利叔丁胺）中的抗衡离子。